# Obsession (Tony Hadley)
Obsession è un album dal vivo del cantante britannico pop rock Tony Hadley, pubblicato nel 1995 e ristampato due volte: la prima volta nell'aprile del 2000, con il titolo inalterato, e la seconda volta nel dicembre del 2001 come Obsession Live.

## Tracce
1. Lobsters and Limousines
2. Absolution
3. Under the Bridge
4. My friend
5. Cradle to the Grave
6. Walking in Memphis
7. Follow Me
8. Dance with Me
9. Maybe You and I
10. Woman in Chains
11. August Girl
12. Will You Take Me
13. Hey Jealousy